# Sandoricum koetjape
Sandoricum koetjape (Burm.f.) Merr. è una pianta della famiglia delle Meliaceae. Il frutto è conosciuto come santol o sandorico ed è ampiamente coltivato nel sud-est asiatico e in molte altre aree tropicali.

## Descrizione

### Aspetto e fogliame

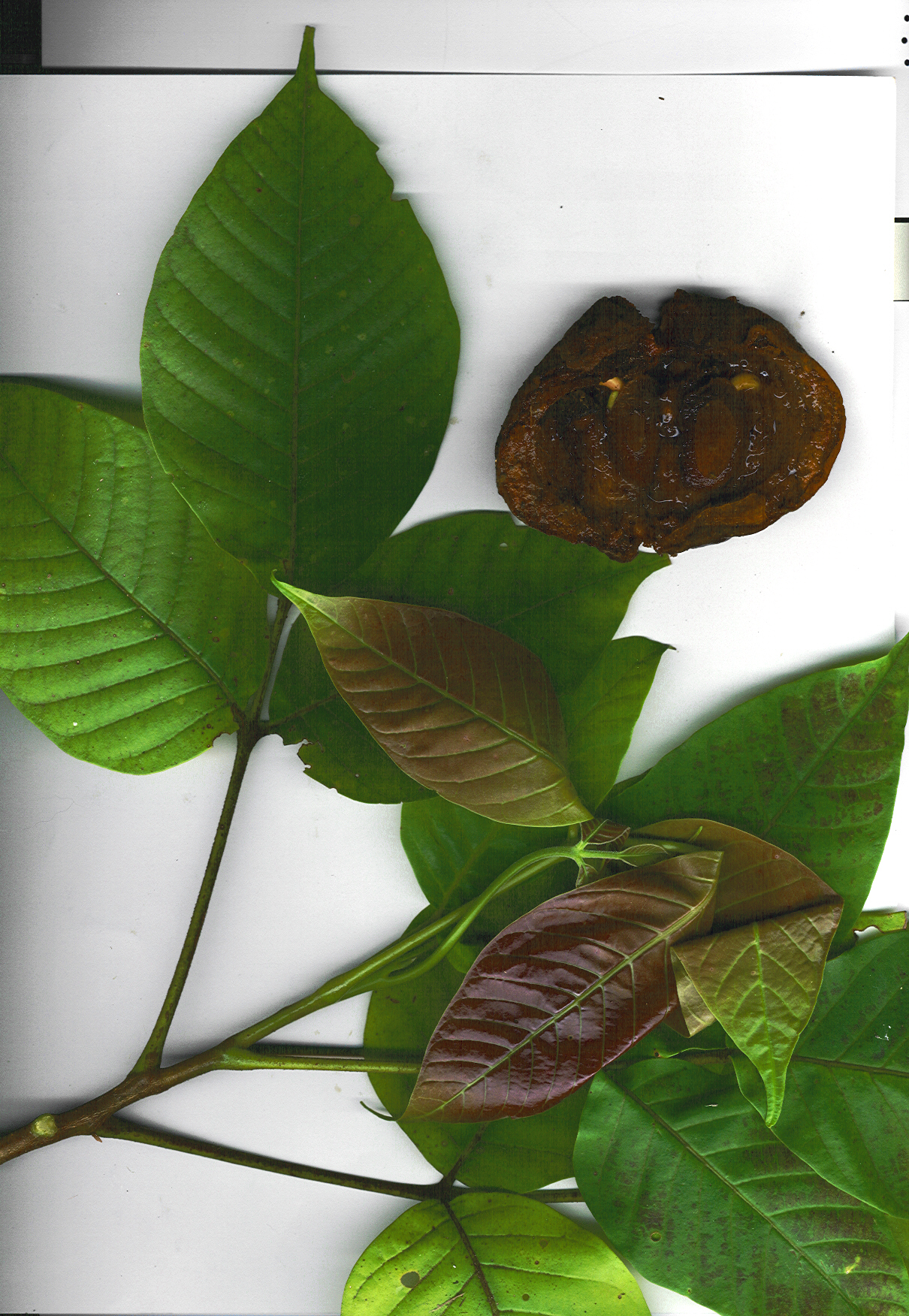
Ramo con foglie picciolate composte da tre foglioline

Sandoricum koetjape è un grande albero a crescita rapida, per lo più sempreverde (anche deciduo nelle regioni aride), che raggiunge un'altezza da 20 a 45 metri. Il tronco diritto presenta corteccia brunastra, relativamente liscia, che talvolta si sfalda in scaglie tondeggianti. L'albero produce una linfa lattiginosa.
Le foglie, disposte alternativamente e a spirale sui rami, sono picciolate ed il picciolo è lungo fino a 18 centimetri. La lamina fogliare tripla è composta da tre pinnule. Le foglie, morbide e più o meno picciolate, sono lunghe tra 20 e 25 cm e hanno una forma ellittica o oblungo-ovoidale con base appuntita o smussata o a forma di cuore ed estremità superiore appuntita o arrotondata. La venatura delle foglioline è pennata e impressa nella pagina superiore.

### Infiorescenza e fiore
Sui rami giovani si trovano le infiorescenze ascellari ed i fiori verdastri, giallastri o giallo-rosati ed ermafroditi, a stelo corto, a cinque petali con doppio perianzio sono grandi circa 1 cm. Il calice piccolo, leggermente pentalobato e a forma di coppa, è alquanto peloso. Sono presenti cinque petali arretrati, carnosi, leggermente pelosi all'esterno e verdi, allungati e arrotondati. Gli stami sono alloggiati in un tubo leggermente conico e giallastro, costolato, con denti nella parte superiore e le 8-10 antere si trovano nella parte superiore dei denti, all'interno del tubo. L'ovario è piccolo e pluricamerato e presenta superiormente uno stilo clavante, con uno stigma largo e lobato che termina all'incirca al livello delle antere.

### Frutti e semi

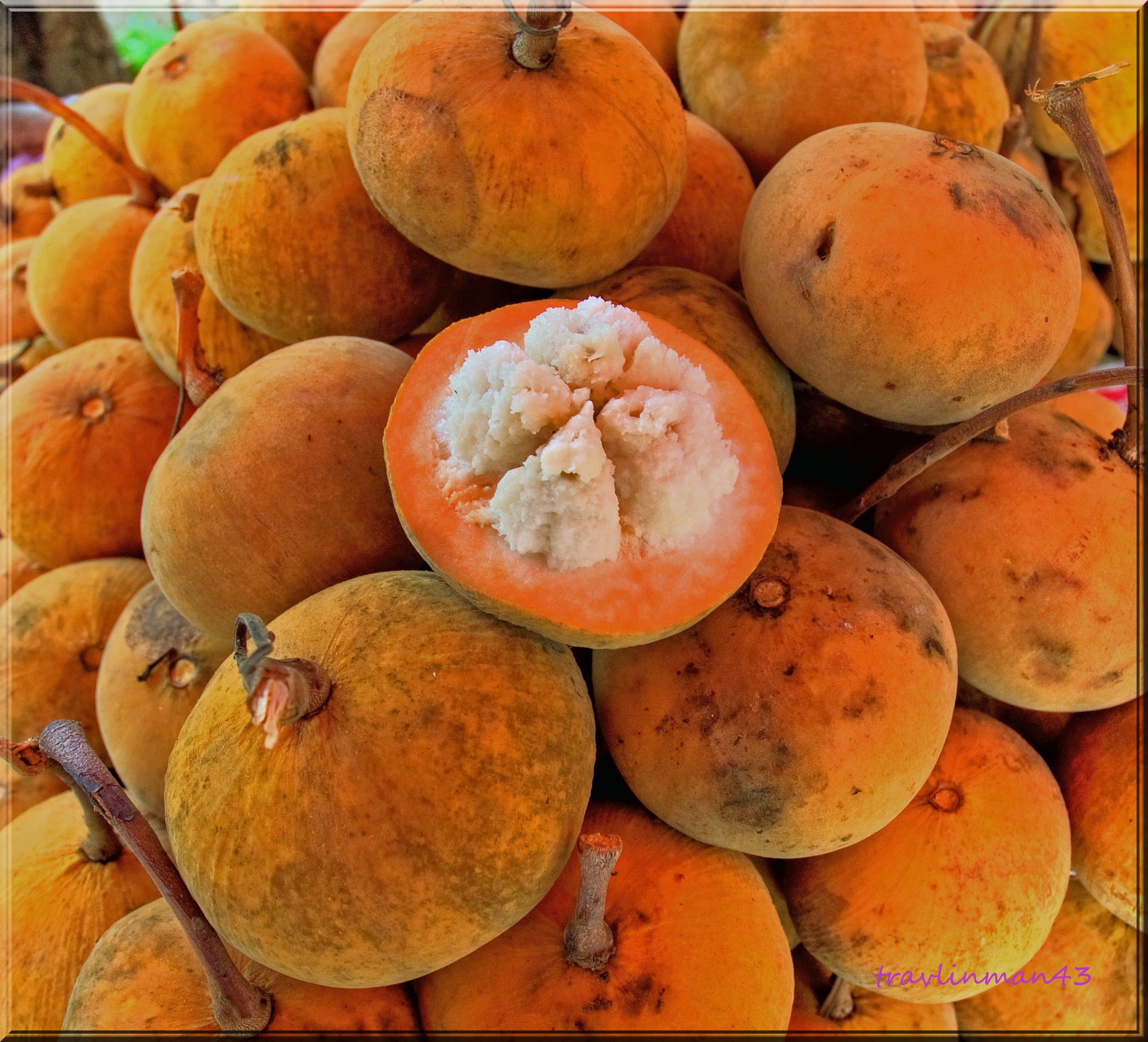
Frutti di santol con buccia arancione, in sezione si vede il mesocarpo interno biancastro e quello esterno arancione

I frutti hanno un diametro da 4 a 7,5 cm e sono arrotondati, un po' appiattiti e presentano spesso rughe e nervature. Quando sono maturi, i frutti assumono un colore giallastro a dorato o arancione ed hanno un guscio con una superficie spesso morbida e pelosa e contengono un succo lattiginoso; Nel frutto si trovano da tre a cinque semi. I semi sono immersi in una polpa commestibile, morbida, un po' fibrosa e bianca (mesocarpo interno). La polpa del frutto, bianca-trasparente e succosa, ha un aroma che può essere dolce o molto aspro a seconda delle cultivar, ma anche il mesocarpo esterno, sodo, di colore da biancastro ad arancione è commestibile. I semi sono marroni, lunghi a 1,6–2 cm di forma ovoidale. Essi sono indigesti e quindi non adatti al consumo. I frutti maturano nella penisola malese in giugno e luglio, in Florida in agosto e settembre e nelle Filippine da luglio a ottobre.

## Distribuzione e habitat
Sandoricum koetjape è probabilmente originario dell'Indocina, in particolare della Cambogia e del Laos meridionale, nonché della penisola malese. È stato introdotto in molte aree in passato ed è ora diffuso dall'India alle Isole Andamane, Molucche e Mauritius alle Filippine, Malesia e Indonesia, nonché allo stato selvatico in Nuova Guinea. Il santol è ampiamente coltivato come frutto nel sud-est asiatico e in molte altre aree tropicali.

## Tassonomia
La prima pubblicazione di questa specie avvenne nel 1768 sotto il nome Melia koetjape da Nicolaas Laurens Burman in Flora Indica... nec non Prodromus Florae Capensis, p. 101. Fu classificato nel 1912 con il nome Sandoricum koetjape da Elmer Drew Merrill nel Philippine Journal of Science, volume 7 (4), p. 237 collocato nel genere Sandoricum. Altri sinonimi per Sandoricum koetjape sono: Sandoricum indicum, Sandoricum nervosum.

## Usi
I frutti vengono solitamente consumati crudi e devono essere sbucciati. In India si mangiano con le spezie. Vengono trasformati in marmellate, gelatine, sciroppi e chutney. I frutti troppo maturi vengono utilizzati insieme al riso per preparare una bevanda alcolica.
Per scopi medicinali, le foglie tritate vengono utilizzate per alleviare il prurito della pelle. Nella medicina popolare filippina, le foglie fresche vengono poste sul corpo caldo in presenza di febbre per incrementare la sudorazione.
Il legno, inizialmente grigio, diventa bruno-rossastro dopo l'essiccazione ed è relativamente duro e facile da lavorare e può essere utilizzato in molti modi diversi. Tuttavia, è spesso di scarsa qualità, soggetto a infestazioni di insetti e rapido deterioramento in ambienti umidi.

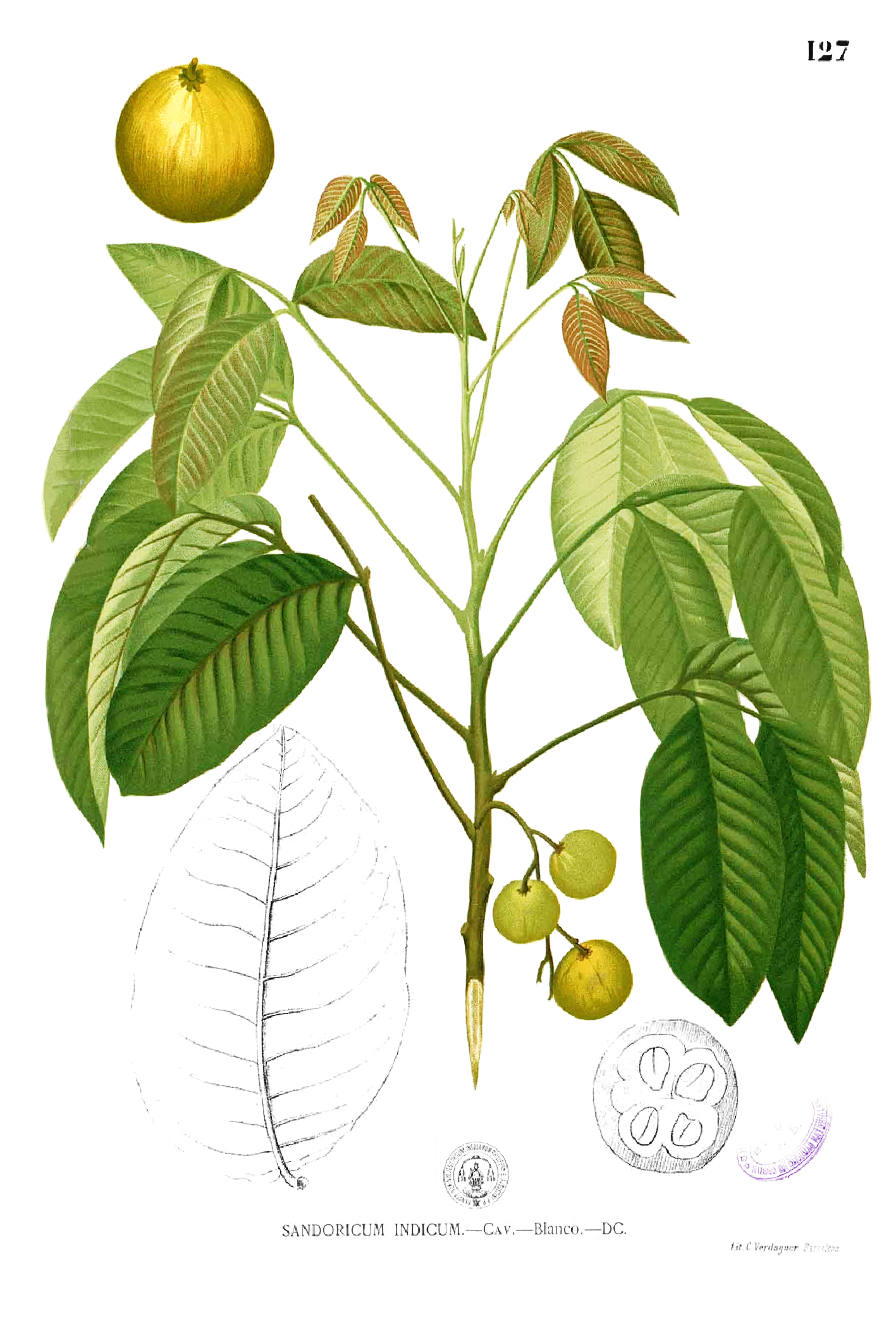
Illustrazione

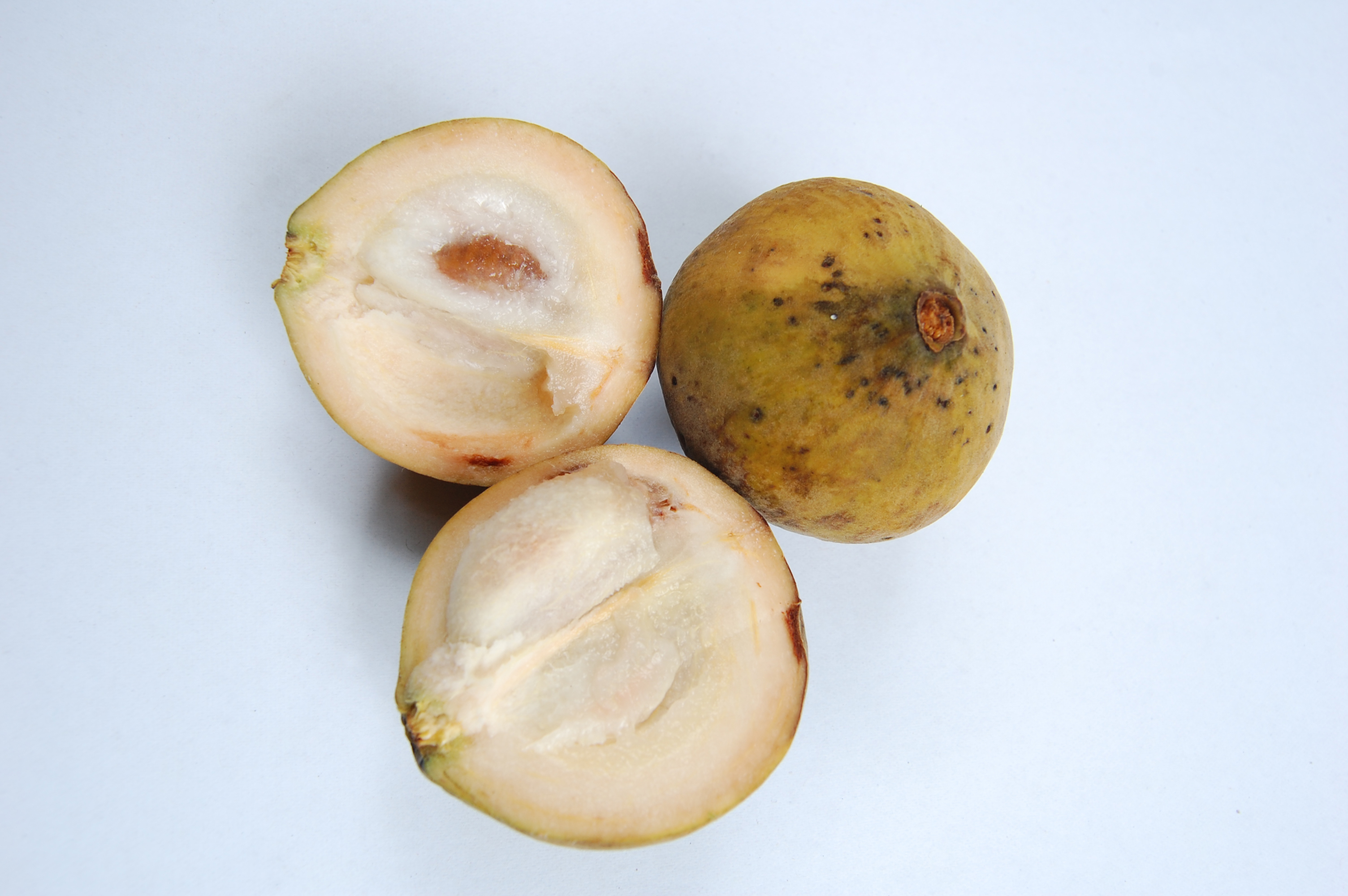
Frutti di santol con buccia giallastra